# Emanuel Ne Vunda
Emanuel Ne Vunda, ook bekend als Antonio Manuel Nsaku Nvunda en in het Portugees António Manuel ne Vunda, Príncipe de Nfuta (gestorven in Rome, 6 januari 1608), was een diplomaat uit het koninkrijk Kongo.

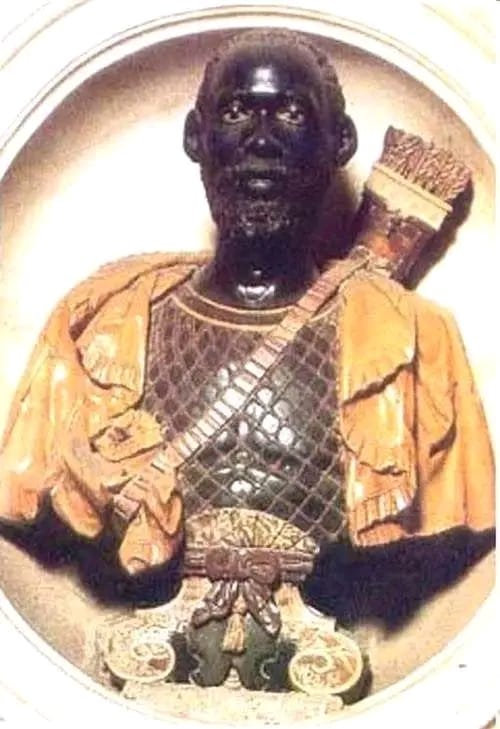
Buste uit 1629

## Biografie
Over zijn vroege leven is weinig bekend. Ne Vunda werd in 1604 door koning Álvaro II van Kongo als ambassadeur naar de Heilige Stoel gestuurd. Tijdens zijn zeereis werden hij en zijn gevolg aangevallen door piraten, maar Ne Vunda wist zich in veiligheid te brengen. Via Spanje en Genua bereikte hij uiteindelijk Rome, waar hij begin januari 1608 danig verzwakt aankwam. Paus Paulus V liet de diplomaat behandelen en ging op 6 januari naar diens ziektebed toe om Ne Vunda's geloofsbrieven aan te nemen. Een paar uur na het vertrek van de paus stierf Ne Vunda. Hij werd begraven in de Basiliek van Santa Maria Maggiore.
Op last van Paulus V beeldhouwden Stefano Maderno en Francesco Caporale een buste van Ne Vunda, die in de doopkapel van de Santa Maria Maggiore staat. In het Quirinaalpaleis is een portret van hem te zien uit 1615.
- Gemeinsame Normdatei: 123625300
- Virtual International Authority File: 42750343
- WorldCat: E39PBJhX6JQ7hTyp9df9x3gtKd